# Ummamuudu
Ummamuudu — эстонская фолк- и поп-группа. В репертуар этого вокально-инструментального ансамбля, помимо эстонских народных, включены песни на выруском диалекте — южном наречии эстонского языка. Группа основана 1 марта (апреля?) 1989 года. Ummamuudu считается первой эстонской группой-исполнителем в жанре поп на языке выру, чем несомненно выделяет культуру своей родины.
Композиции Ummamuudu были включены в несколько сборников эстонских хитов (Eesti Hit) (далее в скобках указан номер композиции в трек-листе сборника):
«Kõnõtraat» (№ 1 в Eesti Hit (1994));
«Tunnen Ära» (№ 13 в Eesti Hit 3 (1995));
«Valgem Pool» (№ 15 в Eesti Hit 4 (1995));
«Valgem Pool (Club Mix)» (№ 16 в Eesti Hit 6 (1996));
«Ikulugu» (№ 18 в Eesti Hit 7 (1996)).
В 2014 году по случаю 25-летия коллектива был проведён концерт.

## История
В апреле 1989 года четверо подростков из детского хора «Võrukaelad» города Выру решили писать музыку в жанре кантри и фолк на доступных им музыкальных инструментах — контрабас, гитара, скрипка и мандолина.
Учитывая их музыкальные навыки в то время, этот стиль был наипростейшим и довольно сносным в исполнении.
Все проявления группы отражает её называние — «на свой лад»/«по-своему», что на диалекте выру звучит как «ummamuudu». Это название как нельзя лучше подчёркивает происхождение группы и её музыкальную направленность.
До сих пор однозначно определить жанр группы невозможно: всякий раз это уникальное смешение стилей.
Участники Ummamuudu исходят из идеи, что песни должны быть или модернизированной музыкой в стиле фолк, или своим собственным творением.
Наиболее важным событием за пределами Эстонии группа считает поездку в г. Мёльн (север Германии) на Международный фольклорный фестиваль летом 1993 года.
Группа активно принимала участие в различных проектах, например фолк-проект «Ummaleelo», Выруский народный фестиваль, проект с Рейном Раннапом в 1996 году (как часть «Дней музыки в Тарту»), а также некоторые выступления и записи с приглашёнными музыкантами.

## Состав группы
В 1989 году:
- Аавиксоо Айн — контрабас
- Лейси Меелис — гитара
- Вендти Тимо — скрипка
- Лейси Тоомас — мандолина

В 1997 году:
- Лейси Тоомас — вокал, бас-гитара
- Лейси Меелис[4] — вокал, акустическая гитара, гармонь (концертино)
- Вендти Тимо — вокал, скрипка, саксофон, волынка
- Перли Антти — клавишные, мандолина
- Салми Сулев — электрогитара
- Салми Яанус — ударные, перкуссия
- Лууги Меелис — kontsõrthelü (?звукооператор)

## Альбомы
- 1. 1993 «Ummamuudu» (MC) (рус. букв. «По-своему», [?"По-нашему"])
- 2. 1994 «Jälg» (MC) (рус. «След»)
- 3. 1995 «Meie elu» (CD и MC) (рус. «Наша жизнь»)[5]

1. Tunnen ära
2. Meie elu
3. Ilosa
4. Kosjalaul
5. Unustatu
6. Ka sisaliku tee
7. Ühe jumala mägi
8. Meestejutt
9. Vaikselt
10. Kas tõesti
11. Kuula valgusest
12. I Will
13. Kõnõtraat

- 4. 1995 «Jõul» (CD и MC) (рус. «Рождество»)

1. Pühade meeleolu
2. Jõuluootus
3. Jõul
4. Jõulupuu
5. Oled teel
6. Jõuluvana
7. Sellel ööl
8. Valgem pool
9. Oodid, oodid, vellekene
10. Marss!!!

- 5. 1996 «Kõne Võrust» (CD и MC) (рус. «Звонок/вызов от выру»)
- 6. 1997 «Ummaleelo» (CD (EP)) (рус. букв. «Наши песни») [вместе с сетуским хором Leelonaase]
- 7. 2004 «Üts Ummamuudu liin»

1. Üts Ummamuudu liin
2. A mille
3. Kaldal
4. Kloostrivein
5. Mis uudist?
6. Pigipopp
7. Peotüdruk
8. Lendu
9. Alalhoidja
10. Ootan sind
11. Jagamise rõõm